# Loup des Malouines
Dusicyon australis
Genre
Espèce
Statut de conservation UICN

EX : Éteint
Le Loup des Malouines ou Loup des îles Falkland (Dusicyon australis,, anciennement nommé Canis antarcticus), aussi connu sous le nom local de Warrah ou occasionnellement Loup Antarctique, était le seul mammifère terrestre endémique des îles Malouines. Arrivé sur les îles Malouines il y a environ 16 000 ans, il en devint le superprédateur, n’ayant aucun prédateur naturel au-dessus de lui. Cette situation pourrait expliquer son absence totale de méfiance lors de l’arrivée des humains. Le dernier spécimen connu s'est éteint en 1876 sur l'île occidentale de l'archipel, tué par les hommes qui craignait pour leur élevages. Il était le seul canidé connu à vivre naturellement dans l'hémisphère sud hors du continent Américain. 

## Description

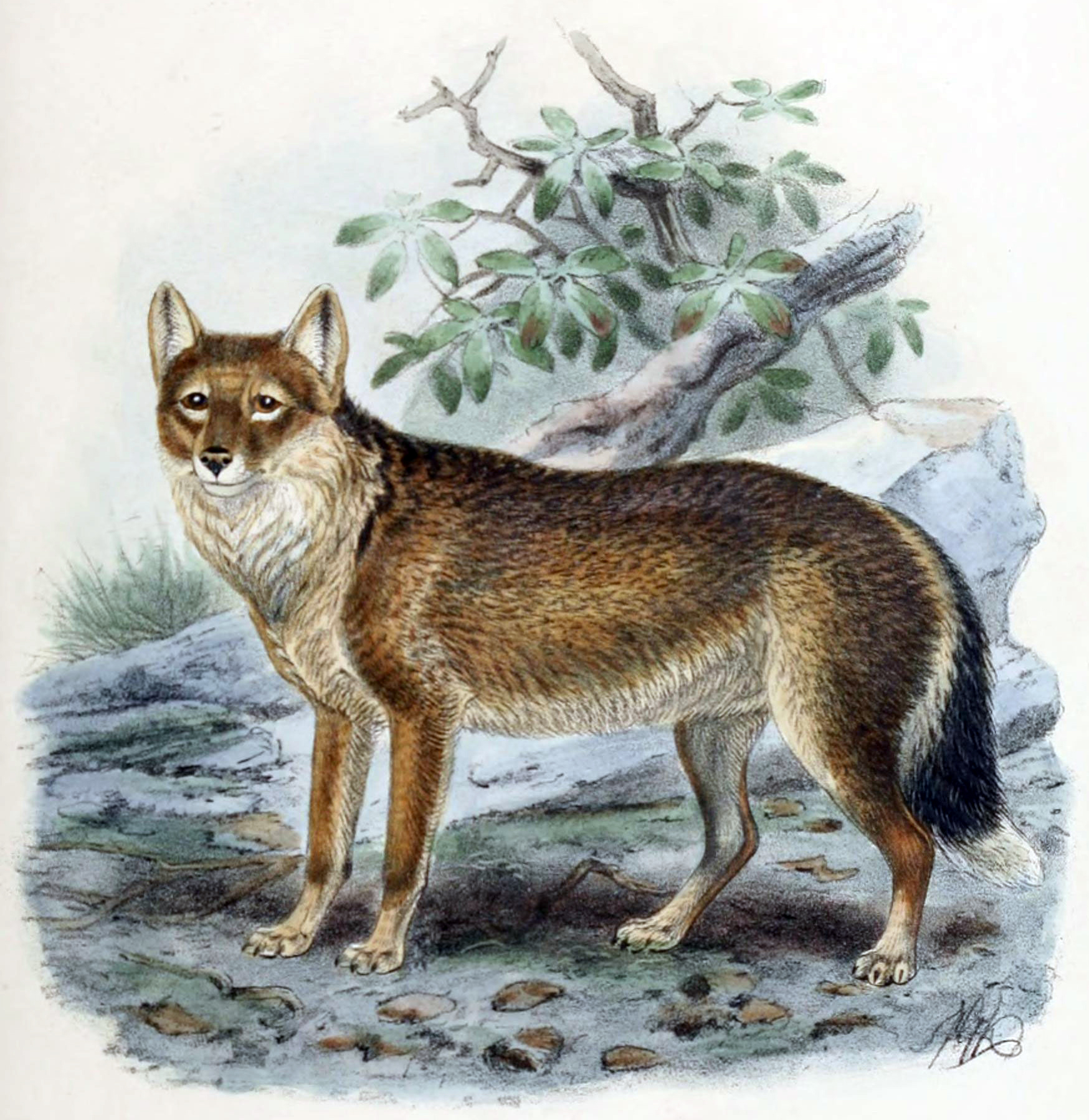
Illustration du Warrah datant des années 1800

La fourrure du loup des Malouines était de couleur fauve, parfois grisâtres, avec des nuances plus claire au niveau du ventre ventre, et le bout de sa queue était blanc. Il ressemblait donc à un renard très robuste, des oreilles arrondies et une queue fournie. Son poids variait entre 10 et 20kg (certaines sources mentionnent même 30kg). Il mesurait environ 120cm de long et 60cm au garot. Son régime alimentaire est inconnu. Étant donné l'absence de rongeurs insulaires, il était probablement composé aussi bien d'oiseaux nichant à terre tels les oies et les manchots, de larves et d'insectes, que de charognes marines. On le décrit quelquefois comme vivant dans des terriers.

## Taxinomie
La première observation enregistrée fut effectuée par le capitaine Strong en 1692. Louis Antoine de Bougainville utilisa le mot loup-renard à son sujet. Quand Charles Darwin visita les îles en 1833, il nomma l'espèce Canis antarcticus et la décrivit « commune et docile ». Les colons anglais considéraient ce prédateur comme une menace pour leurs moutons, et organisèrent des empoisonnements et des chasses à grande échelle. L'absence de forêts conduisit à un succès rapide de la campagne d'extermination. Celle-ci fut facilitée par la docilité de l'animal, commune chez les espèces insulaires en raison de l'absence de prédateurs : les trappeurs l'attiraient d'une main à l'aide d'un morceau de viande, et le tuaient à l'aide d'un couteau ou d'un bâton de l'autre. Un warrah vivant fut emmené en 1868 au zoo de Londres, en Angleterre, mais il ne survécut que quelques années. En 1880, après son extinction, Thomas Huxley le classa comme un parent du coyote. En 1914, Oldfield Thomas le classa dans le genre Dusicyon, avec le Pseudalopex culpaeus (également appelé culpeo) et les renards sud-américains.

## Distribution

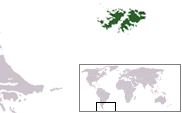
Lieu de vie du loup des Malouines : îles Malouines

L'inhabituelle distribution géographique de cet animal (les seules autres espèces canines natives d'îles océaniques sont le renard gris insulaire de Californie et le renard de Darwin du Chili, mais ces habitats ne sont pas aussi reculés que les Malouines) et quelques détails relatifs à son crâne suggèrent que ce loup ait accompagné à l'origine des populations indigènes visitant les îles, en tant qu'animal de compagnie, à l'état semi-domestique. Si cela s'avère, la forme ancestrale, située sur le continent sud-américain, se serait éteinte durant le dernier âge glaciaire. Des analyses de l'ADN de spécimens de musées n'ont pas vraiment été convaincantes en ce qui concerne la parenté exacte de cet animal, certaines suggérant même une hybridation (durant le procédé de domestication) avec un parent ou un ancêtre du coyote. On ne sait pas si cela aurait été biologiquement possible. Une autre possibilité est que, pendant l'âge glaciaire, un passage terrestre entre les îles Malouines et l'Amérique du Sud ait permis aux ancêtres du renard de traverser la distance qui les séparait. Dans tous les cas, le loup des Malouines est un mystère biogéographique.

## Extinction
La population restée sur le continent s'est éteinte, laissant dans les îles Malouines le seul échantillon de sa lignée, qui a survécu aux conditions difficiles des îles pendant des dizaines de milliers d'années, jusqu'à ce que la chasse par les colons britanniques l'élimine à jamais de la surface de la terre. Il a été constamment chassé et tué par les éleveurs britanniques, jusqu'à son extinction totale, car pour eux ce canidé n'était qu'un prédateur de leurs troupeaux de moutons qui devaient être complètement anéantis de tout l'archipel. Bien que déjà auparavant, en 1830, les chasseurs de loups américains l'avaient dépecé en masse pour obtenir sa fourrure. Cet animal était si paisible que d'une main on pouvait lui offrir un morceau de viande et de l'autre on pouvait le tuer.

La première mention historique de cet animal remonte au voyage du capitaine John Strong en 1690 et il était encore assez commun à l'époque où Charles Darwin visitait les îles Malouines en 1833. Darwin a également prédit l'extinction du Warrah 
   Les effectifs de ces loups diminuent rapidement : ils ont déjà disparu de la moitié de l'île située à l'est de la langue de terre qui s'étend entre la baie de Salvador et le détroit de Berkeley. Dans quelques années, lorsque ces îles seront habitées, le renard sera sans doute classé, comme le dodo, parmi les animaux disparus de la surface de la terre.
Au cours du dix-neuvième siècle, la population a considérablement diminué. Les colons britanniques ont mis une prime sur les animaux et ont fait le trafic de leurs peaux. On pense que le dernier spécimen a été abattu en 1876,. Environ onze spécimens empaillés sont conservés dans divers musées.

## Et maintenant,  Le Loup des Malouines et l'homme
Dans les Malouines, on commémore l'espèce de différentes manières : une des rivières de l'est des Malouines est appelée la rivière Warrah ; ce dernier est aussi représenté sur la pièce locale de cinquante pence. Une des publications écologiques des îles est intitulée Le Warrah.